# 安珀警报

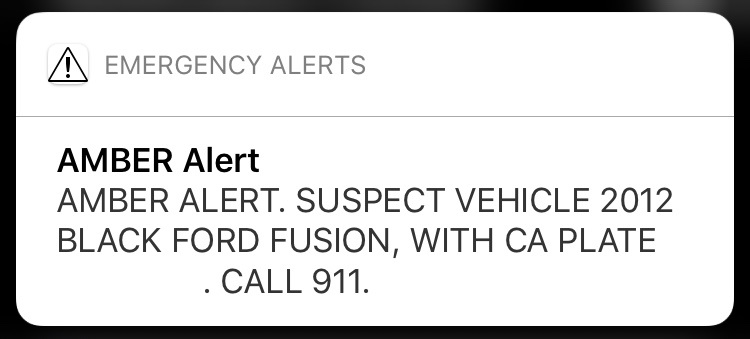
於iOS系統上看到的安珀警報，其中嫌疑车辆的车牌号码被隐去

美國失蹤人口：廣播緊急回應（英語：America's Missing: Broadcasting Emergency Response），通称安珀警报（英語：AMBER Alert），是一个主要用于美國和加拿大的儿童失踪或绑架预警系统。當確認發生兒童綁架案件時，警务部门透過各種大眾媒體向社會大眾傳播警报消息，以大范围搜寻失踪儿童。
安珀警报是以一名於1996年在美國德克萨斯州阿靈頓被綁架並殺害的九歲女童安珀·海格曼命名。在某些美國州份，同类計劃以在當地失蹤的兒童命名，如在美国喬治亞州稱為。安珀警报使用美國緊急警報系統（EAS）透過商業廣播電台、衛星電台、電視台，以及有線電視向全國發佈，並同時會利用電子郵件、電子交通狀況號誌以及無線裝置的簡訊發佈。安珀警戒的發佈由負責調查该起綁架案的警察機構決定。對大眾發佈的安珀警戒內容通常包含被綁架者的描述、綁架嫌犯的描述，以及对綁匪車輛的描述及車牌號碼。

## 歷史
1996年1月13日，九歲的安珀·海格曼和她的弟弟瑞奇（Ricky）在位於美國德州阿靈頓（Arlington）附近的祖母家騎著腳踏車，一位鄰居目睹了綁架過程，隨即報警，安珀的弟弟告訴他媽媽及祖父母這件事，當安珀的爸爸理察·海格曼一聽到女兒被綁架，隨即聯絡了Marc Klaas（其女兒Polly在1993年被綁架且殺害）。
理察·海格曼和安珀的媽媽堂娜‧懷生通知了媒體及FBI，接著和他們的鄰居一同尋找安珀的下落。四天後，一位正在遛狗的男子在溝渠裡發現了安珀的屍體，而兇手卻一直都沒有找到。
安珀的家人隨後成立人民對抗性犯罪者組織（People Against Sex Offenders，简称P.A.S.O.），希望可以藉此逼迫德州議會通過更多保護兒童的法律。上帝之家國際教會（God's Place International Church）也提供了一個給組織辦公的地方，並且持續的尋找那名兇手，當地媒體幾乎每天都在報導這件事。一位當地議員馬丁‧佛斯特在Marc Klaas的幫助下起草了安珀·海格曼兒童保護法（Amber Hagerman Child Protection Act）。
1996年，當時的美國總統比尔·克林顿，簽署此法通過。
1996年7月，布魯斯‧賽伯特（安珀好友的父亲）和理察·海格曼在阿靈頓參加了一場記者會，雖然理察·海格曼早就準備好演講稿，但當天主辦單位卻要求讓布魯斯‧賽伯特發言。在布魯斯‧賽伯特20分鐘的發言中，他指出了當地警察本來可以采取的快速尋找失蹤女孩的措施，以及媒體可以如何幫助實施這些措施。不久之後，一位從KRLD電台來的記者C.J. Wheeler向達拉斯的警察局長提到賽伯特的發言內容，並且幫助實施了首個安珀警報。
之後兩年內，警報系統主要在電台內靠人民傳播。1998年，美国儿童警报基金会建立了第一個全自動化的警報通知系統（Alert Notification System），當有兒童失蹤或被綁架時，周圍所有的社區皆可收到通知。這警報發送至電台、電視、執法單位、報紙還有當地有參與警報系統的組織，警報將會透過所有的傳真機、電子郵件及手機傳播，所有的民眾可以在第一時間收到相關的訊息。
在兒童警報基金會將安珀警報自動化之後，美国国家失踪与受剥削儿童保护中心（NCMEC）擴大了安珀警報的通知範圍。截至2002年，安珀警報已經廣泛的在緊急廣播、電視和互聯網運用。

## 啟用標準
為了避免發出錯誤警報而讓這個系統被當作「狼來了」而忽略，發佈警戒的標準相當嚴格。
每一個州或郡都有自己的安珀警报發佈標準。而美國司法部發行了以下的「指引」，大部分的州都表示將「嚴格遵守」：
1. 司法機構必須確認綁架實際發生
2. 兒童必須有受到重傷或死亡的危險
3. 必須要有被綁架兒童、綁架嫌犯、或綁架嫌犯的車輛詳細描述資料來發佈警報
4. 被綁架者必須是17歲以下（包含17歲）的兒童

指引中建議將安珀警报的即時資料通報聯邦調查局（FBI）的國家犯罪資料中心（National Crime Information Center）。關於兒童綁架情況的文字描述必須輸入通報中，並將案件標示為兒童綁架（child abduction）。
加拿大皇家騎警的警报发出要求和上述類似，只是將通報對象聯邦調查局改為皇家騎警。若有理由懷疑綁匪可能會穿越國境時，其中一方將會向另一方通報。

### 誤報与恶作剧
關心失蹤兒童的人士擔心警方並未嚴格遵守美國司法部的規範來發佈安珀警戒，造成大量的錯誤警報，而使社會大眾對安珀警戒系統失去信心。
美國 Scripps 公司觀察了在2004年期間於美國發佈的233件安珀警戒，發現大部分的警戒並未達到司法部的發佈標準。其中有50%（117件警戒）被「國家失蹤及被剝削兒童中心」（National Center for Missing & Exploited Children）歸類為「家庭綁架」（family abductions），通常是父母爭奪監護權所致。其中有48起警戒的對象是完全未被綁架的兒童，這些兒童僅是逃家、失蹤，或牽扯到家庭誤會（例如有兩起案件僅是兒童在祖父母家中），也有因惡作劇造成的錯誤警報。其他23件警報是警察不知道據傳遭綁架的兒童姓名，通常是因為報案的目擊者誤會所致。
在2004年發佈的233件警戒中，僅有70件（佔30%）是兒童被陌生人帶走，並且和合法監護人以外的成人違法行動。
有大量的惡作劇電子郵件偽裝成安珀警报的通報郵件。其中一個特別的例子是潘妮·布朗（Penny Brown），關於潘妮被綁架的惡作劇警报郵件在網路上流傳許久，使得安珀警报網站必須貼出澄清，告知大眾從來沒有發佈這樣的警报，也沒有叫做這個名字的小孩被綁架。

## 类似系统

### 中华人民共和国
2016年5月15日，公安部儿童失踪信息紧急发布平台在北京宣告启动。该平台会将经过警方确认的失踪儿童信息推送到儿童失踪事发地周围人群的手机上，以发动群众寻找及反馈拐卖相关犯罪的线索，并通过官方新浪微博账号、高德地图软件等平台进行发布。该系统由中华人民共和国公安部刑事侦查局运营、阿里巴巴集团提供技术支持。

### 臉書
已有多個國家或地区的警务機構與Facebook（臉書）合作，只要有兒童遭到綁架，或是涉及刑事犯罪無法尋獲的失蹤兒童，臉書便會發布警報，若臉書使用者距離失蹤兒童最後一次現身的位置160公里以內，就會在動態時報內收到臉書傳送失蹤兒童的照片、各項特徵和失蹤地點等資訊的連結，以讓使用者協助搜尋。從2015年起，美國、加拿大、墨西哥、南韓、台湾和馬來西亞等國家和地区均已加入此計劃。

### 英國
英國研發了一套兒童救援警报系統（Child Rescue Alert），與北美的安珀警报類似。
在英國，漢普郡、萊斯特郡、薩里郡、薩塞克斯郡、格洛斯特郡、劍橋郡、貝德福德郡、諾福克郡、德比郡、薩福克郡、威爾特郡和薩默塞特郡各郡，以及倫敦警察廳（Metropolitan Police Service）採用了一套稱為「兒童救援警报系統」（Child Rescue Alert system）的類似計劃。薩塞克斯郡在2002年11月14日導入這項系統，是第一個使用該系統的行政區。這套系統與美國的系統規範相似。
英國的兒童救援警戒系統在發佈前須達到四項關鍵標準：
1. 對象兒童年齡須低於18歲。
2. 必須有合理的理由相信兒童確實遭綁架。
3. 必須有合理的理由相信兒童有立即性的重傷或生命危險，並且
4. 必須要有顯著的資訊讓社會大眾能協助警方找到該名兒童。

社會大眾將注意任何可能幫助警方找到被綁架兒童的任何資訊。若是看到相關線索應撥打緊急電話999通知警方。

## 影响与纪念
美國郵政署在2006年5月發行了一張安珀警报的紀念郵票。這張39美分的郵票上的圖案是由藝術家薇薇安·費列雪（Vivienne Flesher）用粉彩繪製的，畫中是一對重聚的母子，票面下方並印有「AMBER ALERT saves missing children」（安珀警报拯救失蹤的孩子）的字樣。這張郵票的發行是全國失蹤兒童日的紀念活動之一。
《安珀的故事》是一部根據此事改編而成的電影。

## 外部連結
- （英文）美國政府的安珀警戒網站 （页面存档备份，存于）
- （英文）加拿大政府的安珀警戒 （页面存档备份，存于）
- （英文）安珀警戒技術的相關報告